# Rote Diamant-Klapperschlange
Die Rote Diamant-Klapperschlange (Crotalus ruber) ist eine Art der Klapperschlangen (Crotalus), deren Verbreitungsgebiet sich vom südlichen Kalifornien bis auf die zu Mexiko gehörende Baja California ausdehnt.

## Merkmale
Die Rote Diamant-Klapperschlange ist eine große und kräftig gebaute Klapperschlange mit einer durchschnittlichen Körperlänge von über einem Meter, wobei einzelne Individuen bis zu 1,50 Meter lang werden. Die typische Grundfärbung ist rotbraun bis ziegelrot, sie kann jedoch auch olivgrün oder braun sein (vor allem in den südlichen Teilen des Verbreitungsgebietes, Unterart C. r. lucasensis). Die Zeichnung besteht aus großen Diamanten, die im Regelfall weiß begrenzt sind. Diese weißen Ränder fehlen nur bei einigen Inselformen. Der Kopf ist durch ein breites rotes oder braunes Schläfenband gekennzeichnet, dass über die Augen zu den Mundwinkeln führt und ebenfalls weiß eingefasst sein kann. Der Schwanz weist eine schwarz-weiße Bänderung aus schmalen Bändern auf, die vor allem bei rotbraunen Tieren stark mit dem Körper kontrastiert.

## Verbreitung und Lebensraum

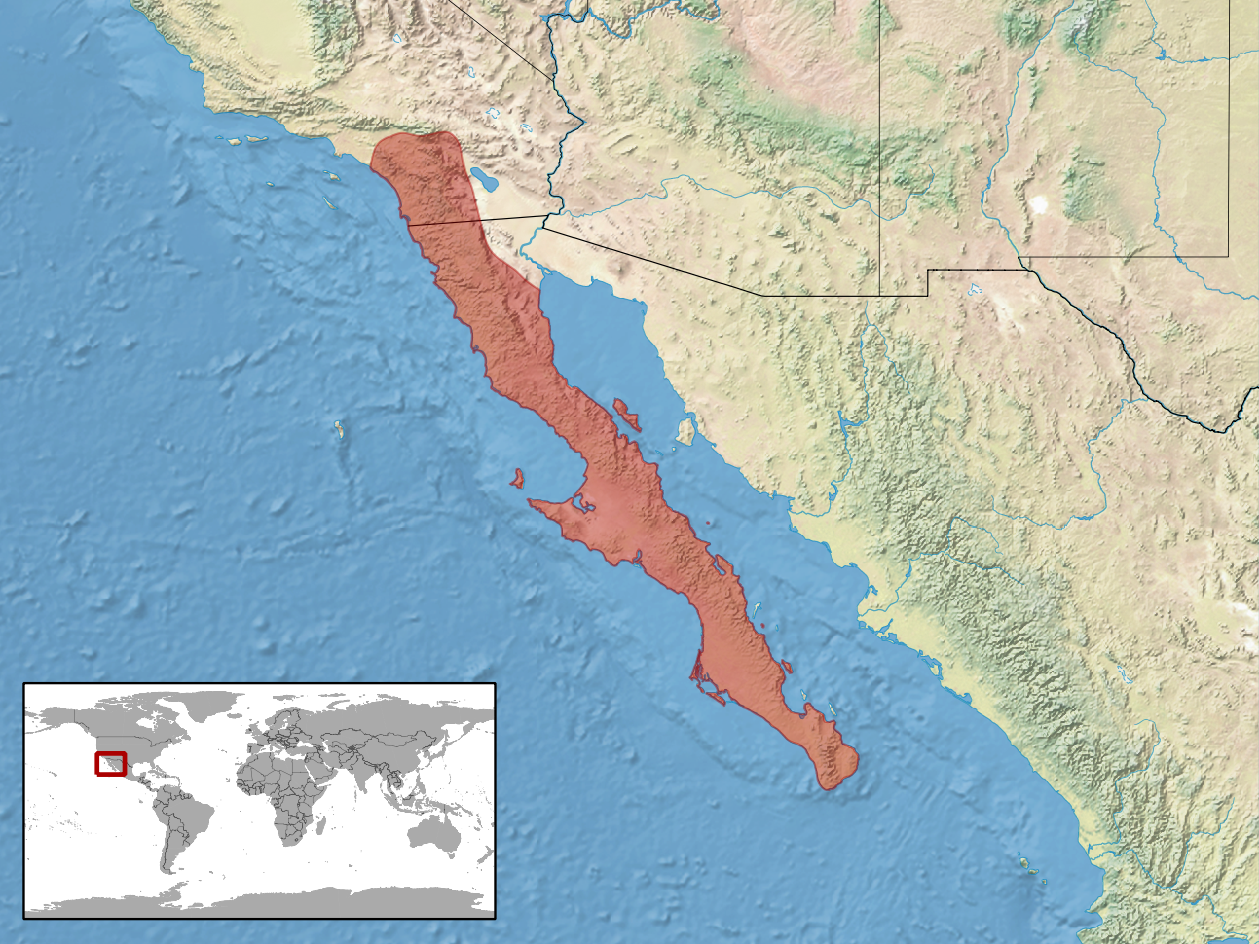
Verbreitungsgebiet

Das Verbreitungsgebiet der Schlange erstreckt sich vom südlichen Kalifornien bis auf die zu Mexiko gehörende Baja California und schließt dabei nur die trockensten Gebiete der Wüste aus. Außerdem ist die Art auf einigen Inseln im Golf von Kalifornien anzutreffen.
Der Lebensraum der Schlange ist durch trockene Wüstengebiete gekennzeichnet, wobei die Schlange vor allem in Gebieten mit steinigem Boden oder spärlicher Vegetation zu finden ist.

## Schlangengift

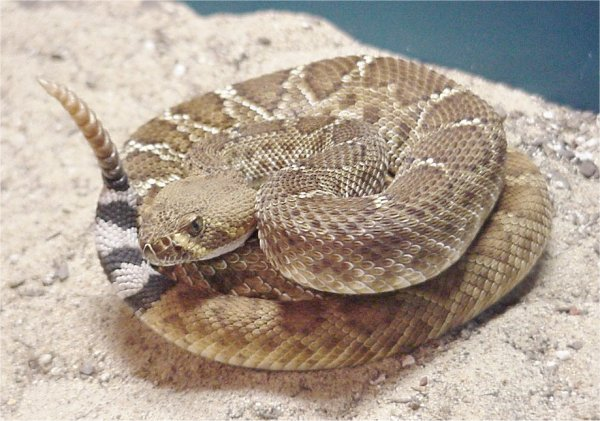
Rote Diamant-Klapperschlange (Crotalus ruber)

Das Gift dieser Schlange entspricht im Wesentlichen dem der Texas-Klapperschlange (C. atrox) und besitzt entsprechend vor allem hämotoxische Komponenten, welche sich aus Gewebe zerstörenden Proteinen zusammensetzen. Die Wirkung besteht hierbei entsprechend vor allem aus Gewebezerstörungen, lokalen schmerzhaften Schwellungen und hämorrhagischen Effekten.

## Systematik
Aktuell werden drei Unterarten der Roten Diamant-Klapperschlange als valide betrachtet:
- C . r. lorenzoensis endemisch auf der Insel San Lorenzo Sur; diese Unterart ist kleiner als die Tiere auf dem Festland und tendiert zu einer Reduktion der Schwanzrassel durch den Verlust der letzten Rasselsegmente
- C. r. lucasensis in der Kapregion der Baja California südlich von Loreto; sie ist braun bis olivgrün und wird als aggressiver als die Nominatform eingeschätzt
- C. r. ruber in Südkalifornien und im größten Teil der Baja California mit Ausnahme der Kapregion.